# برح الظهر (تعز)
برح الظهر هي إحدى قرى الجمهورية اليمنية. تتبع جغرافيا لمحافظة تعز وإداريًا لمديرية الشمايتين. يبلغ تعداد سكانها 1180 نسمة حسب الإحصاء الذي أجري عام 2004.